# Transistor Darlington
Transistor Darlington còn gọi là cặp Darlington, là cấu trúc hỗn hợp gồm hai transistor lưỡng cực cùng kiểu npn hoặc pnp kết nối theo cách thức để khuếch đại dòng của transistor đầu được khuếch đại thêm bởi transistor thứ hai.
Khi kết nối khác kiểu transistor npn với pnp (hoặc transistor pnp với npn) thì gọi là cặp Sziklai, hoặc Darlington bù.

Cặp Darlington
Cặp Sziklai
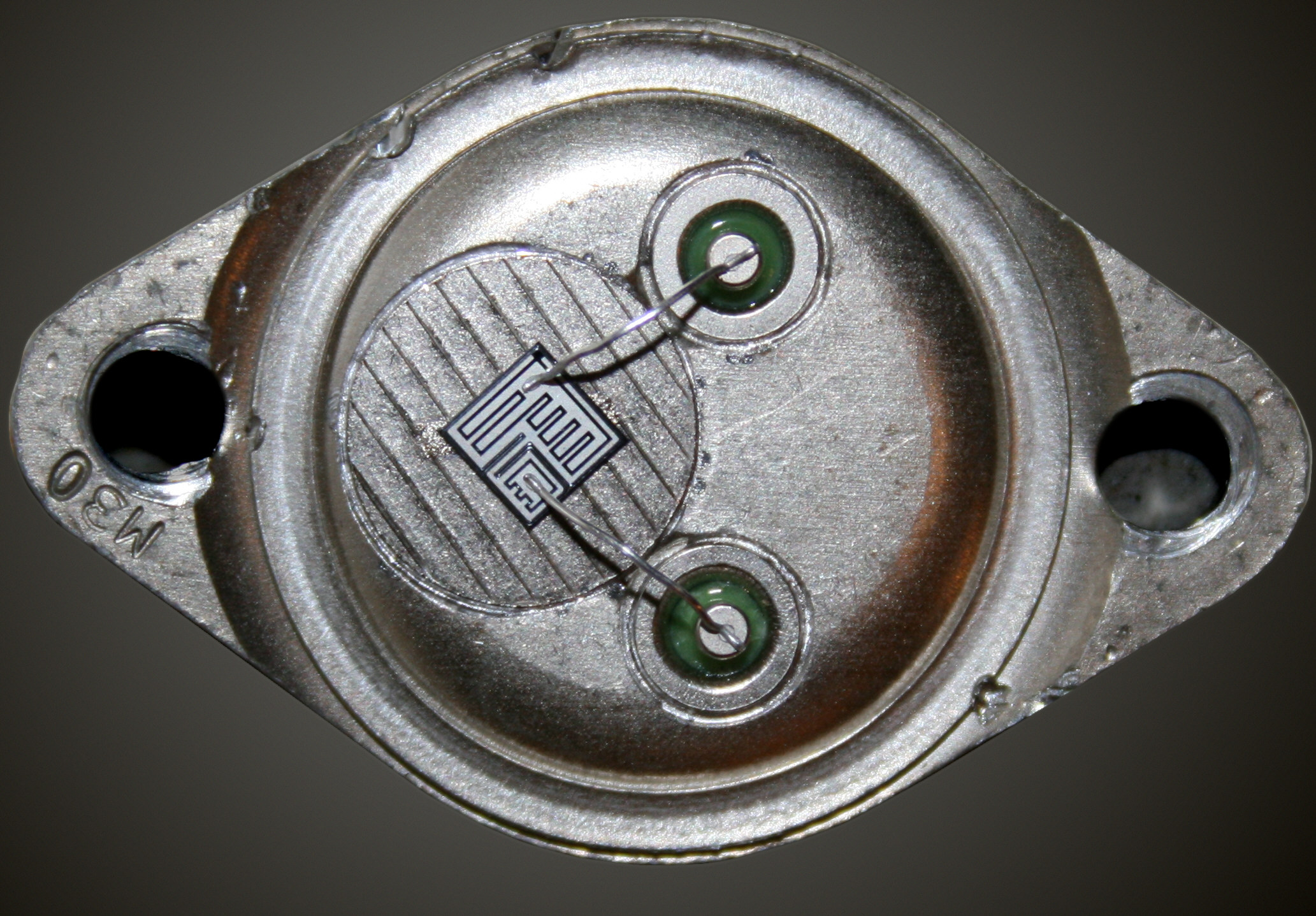
Bên trong MJ1000